# قلعه نوغاب
قلعه نوغاب مربوط به  قرن ۱۲ تا ۱۴ ه.ق است و در شهرستان بیرجند، بخش مرکزی، دهستان فشارود، روستای نوغاب افضل‌آباد واقع شده و این اثر در تاریخ ۸ بهمن ۱۳۸۵ با شمارهٔ ثبت ۱۷۰۷۱ به‌عنوان یکی از آثار ملی ایران به ثبت رسیده است.